# Going Home (Mark Knopfler)
"Going Home" is een nummer van de Britse muzikant Mark Knopfler. Het nummer verscheen op de soundtrack van de film Local Hero uit 1983. Dat jaar werd het uitgebracht als de enige single van het album.

## Achtergrond
"Going Home" is geschreven en geproduceerd door Mark Knopfler. Op het album wordt de officiële titel aangegeven als "Going Home: Theme of the Local Hero". Nadat Knopfler de eerste drie albums met zijn band Dire Straits had uitgebracht, was hij op zoek naar een nieuwe uitdaging. In 1982 schreef zijn manager naar diverse filmregisseurs dat Knopfler geïnteresseerd was in het schrijven van filmmuziek. David Puttnam, de producent van Local Hero, nodigde hem uit om de muziek voor zijn film te schrijven. Nadat Dire Straits in 1982 hun album Love over Gold hadden uitgebracht, begon Knopfler met het werken aan de muziek voor Local Hero. Op het nummer bespeelt Knopfler een Schecter Custom Stratocaster.
"Going Home" werd een hit in een aantal landen. In het Verenigd Koninkrijk kwam de single tot plaats 56, terwijl het in Nieuw-Zeeland de grootste hit werd met een achttiende plaats. In Nederland bereikte de single plaats 20 in de Top 40 en plaats 26 in de Nationale Hitparade. Het nummer wordt bij veel Britse voetbalclubs gebruikt als openingsmuziek tijdens wedstrijden, waaronder Newcastle United FC en Aberdeen FC, en dient tevens als afsluiter tijdens thuiswedstrijden van Burton Albion FC en Tranmere Rovers FC.
"Going Home" werd regelmatig live gespeeld door Dire Straits, met name tijdens hun tournees ter promotie van de albums Love over Gold en Brothers in Arms. Het was altijd het laatste nummer van het concert, zodat het publiek wist dat het na afloop weg kon gaan. Het nummer is opgenomen op het livealbum Alchemy en staat tevens op het verzamelalbum Private Investigations: The best of Dire Straits & Mark Knopfler.

## Hitnoteringen

### Nederlandse Top 40
| Hitnotering: 26-03-1983 t/m 23-04-1983 | Hitnotering: 26-03-1983 t/m 23-04-1983 | Hitnotering: 26-03-1983 t/m 23-04-1983 | Hitnotering: 26-03-1983 t/m 23-04-1983 | Hitnotering: 26-03-1983 t/m 23-04-1983 | Hitnotering: 26-03-1983 t/m 23-04-1983 | Hitnotering: 26-03-1983 t/m 23-04-1983 |
| Week                                   | 1                                      | 2                                      | 3                                      | 4                                      | 5                                      |                                        |
| -------------------------------------- | -------------------------------------- | -------------------------------------- | -------------------------------------- | -------------------------------------- | -------------------------------------- | -------------------------------------- |
| Positie                                | 35                                     | 29                                     | 22                                     | 20                                     | 34                                     | uit                                    |

### Nationale Hitparade
| Hitnotering: 02-04-1983 t/m 23-04-1983 | Hitnotering: 02-04-1983 t/m 23-04-1983 | Hitnotering: 02-04-1983 t/m 23-04-1983 | Hitnotering: 02-04-1983 t/m 23-04-1983 | Hitnotering: 02-04-1983 t/m 23-04-1983 | Hitnotering: 02-04-1983 t/m 23-04-1983 |
| Week                                   | 1                                      | 2                                      | 3                                      | 4                                      |                                        |
| -------------------------------------- | -------------------------------------- | -------------------------------------- | -------------------------------------- | -------------------------------------- | -------------------------------------- |
| Positie                                | 29                                     | 26                                     | 32                                     | 42                                     | uit                                    |

### NPO Radio 2 Top 2000
| Nummer met noteringen in de NPO Radio 2 Top 2000 | '20  | '21  | '22  | '23  | '24  |
| ------------------------------------------------ | ---- | ---- | ---- | ---- | ---- |
| Going Home: Theme of the Local Hero              | 1685 | 1486 | 1521 | 1491 | 1390 |

1. ↑  Een vetgedrukt getal geeft de hoogste notering aan.
2. ↑  2020 was het eerste jaar met een notering voor dit nummer.